# Leon Supiński

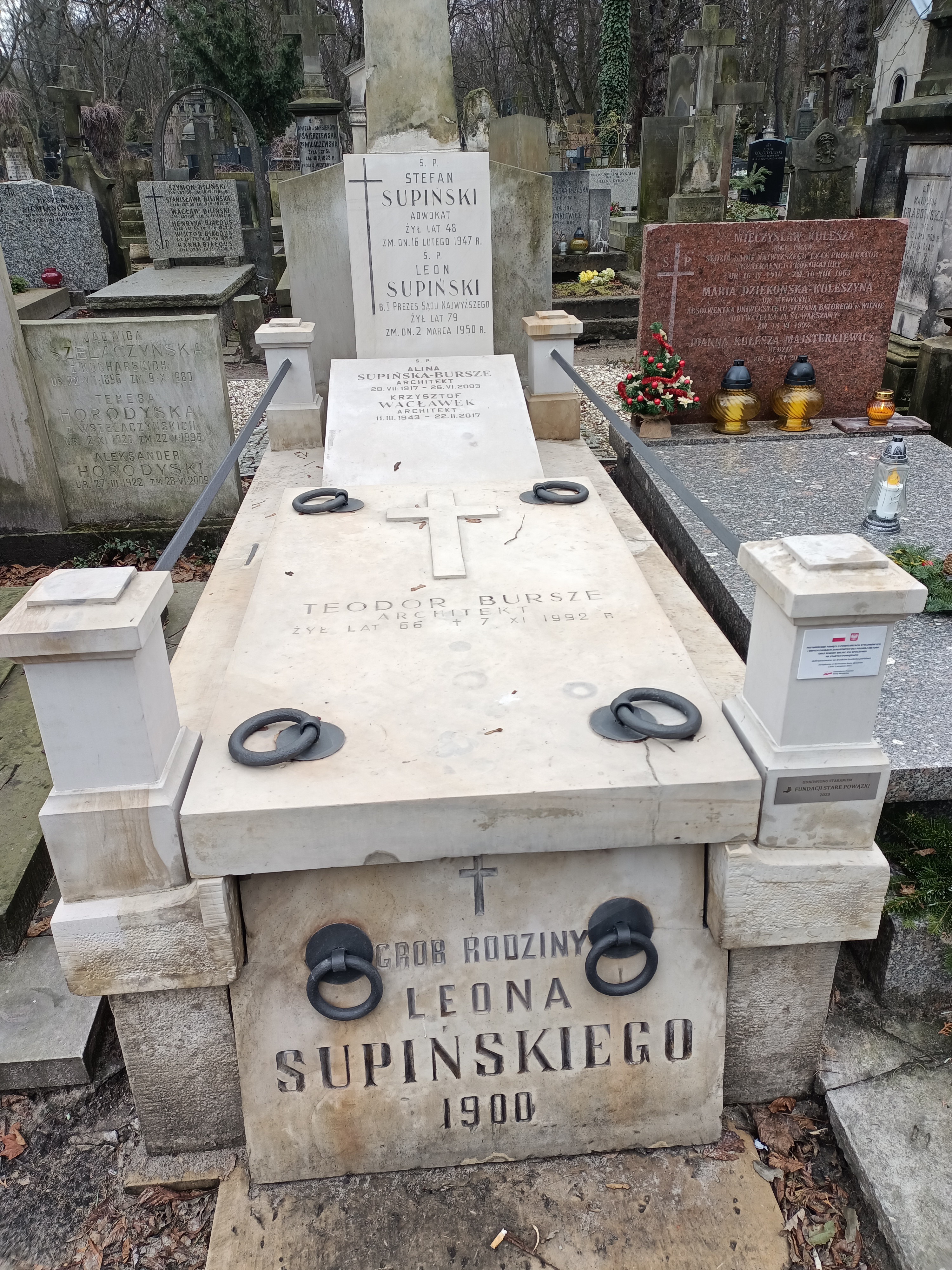
Grób Leona Supińskiego na cmentarzu Powązkowskim w Warszawie

Leon Władysław Supiński (ur. 18 lutego 1874 w Gołębiówce, zm. 2 marca 1950 w Warszawie) – polski prawnik, minister sprawiedliwości, Pierwszy Prezes Sądu Najwyższego w latach 1929–1939, wolnomularz, członek Polskiej Organizacji Wojskowej.

## Życiorys
Urodził się 18 lutego 1874 w Gołębiówce, pow. węgrowskim, w rodzinie Ludwika i Marii z Zaleskich. Ukończył gimnazjum i zaczął studia prawnicze w Warszawie. W 1894 został skazany za działalność polityczną i zesłany, studia prawnicze ukończył w 1896 na Uniwersytecie w Dorpacie. W 1906 utworzył Koło Prawników Polskich, został również współzałożycielem Towarzystwa Kooperatystów oraz Towarzystwa Opieki nad Więźniami Patronat, w którym od 1911 pełnił funkcję prezesa. W 1915 został członkiem Komitetu Obywatelskiego Miasta Warszawy, był współorganizatorem polskiego sądownictwa.
Od 6 listopada 1918 do 2 września 1919 był ministrem sprawiedliwości w rządach: Ignacego Daszyńskiego, Jędrzeja Moraczewskiego i Ignacego Jana Paderewskiego.
W okresie od stycznia 1919 do kwietnia 1927 był radnym m.st. Warszawy. W latach 30. piastował funkcję prezesa Zarządu Głównego Zrzeszenia Sędziów i Prokuratorów Rzeczypospolitej Polskiej.
Od października 1919 do stycznia 1928 był prezesem Sądu Apelacyjnego w Warszawie, w styczniu 1929, po zdymisjonowaniu Władysława Seydy został Pierwszym Prezesem Sądu Najwyższego i pozostał na tym stanowisku do agresji III Rzeszy i ZSRR na Polskę. 
Po agresji ZSRR na Polskę przekroczył wraz z władzami Rzeczypospolitej granicę polsko-rumuńską, udając się następnie do Francji. 
W 1946 powrócił do kraju i ponownie podjął pracę w Sądzie Najwyższym, gdzie od 14 maja 1946 do 3 czerwca 1947 był zastępcą Pierwszego Prezesa SN, po czym przeszedł w stan spoczynku. W latach 1946–1947 był również sędzią Najwyższego Trybunału Narodowego.
Został pochowany na cmentarzu Powązkowskim (kwatera 174-4-19).

## Ordery i odznaczenia
- Wielka Wstęga Orderu Odrodzenia Polski (8 listopada 1930)[6]
- Krzyż Komandorski z Gwiazdą Orderu Odrodzenia Polski (2 maja 1923)[7][8]
- Krzyż Niepodległości (17 marca 1932)[9]
- Złoty Krzyż Zasługi (dwukrotnie: 9 listopada 1931[10], 11 listopada 1937[11])
- Medal Dziesięciolecia Odzyskanej Niepodległości[3]
- Srebrny Medal za Długoletnią Służbę[3]
- Brązowy Medal za Długoletnią Służbę[3]